# Kanton Cherbourg-en-Cotentin-5
Der Kanton Cherbourg-en-Cotentin-5 (früher Tourlaville) ist seit 1973 ein französischer Wahlkreis im Arrondissement Cherbourg, im Département Manche in der Region Normandie; sein Hauptort ist Cherbourg-en-Cotentin.

## Gemeinden
Der Kanton besteht aus vier Gemeinden und Gemeindeteilen mit insgesamt 19.331 Einwohnern (Stand: 1. Januar 2022) auf einer Gesamtfläche von 43,40 km²:
| Gemeinde                       | Einwohner 1. Januar 2022 | Fläche km² | Dichte Einw./km² | Code INSEE | Postleitzahl                             |
| ------------------------------ | ------------------------ | ---------- | ---------------- | ---------- | ---------------------------------------- |
| Bretteville                    | 1.006                    | 5,78       | 174              | 50077      | 50110                                    |
| Cherbourg-en-Cotentin          | 15.933                   | 15,01      | 1.061            | 50129      | 50100, 50110, 50120, 50130, 50460, 50470 |
| Digosville                     | 1.665                    | 9,27       | 180              | 50162      | 50110                                    |
| Le Mesnil-au-Val               | 727                      | 13,34      | 54               | 50305      | 50110                                    |
| Kanton Cherbourg-en-Cotentin-5 | 19.331                   | 43,40      | 445              | 5024       | –                                        |

1. ↑   Nur die ehemalige Gemeinde Tourlaville, der Rest verteilt sich auf die Kantone Kanton Cherbourg-en-Cotentin-1, Kanton Cherbourg-en-Cotentin-2, Kanton Cherbourg-en-Cotentin-3, Kanton Cherbourg-en-Cotentin-4 und La Hague.

Bis zur Neuordnung bestand der Kanton Cherbourg-en-Cotentin-5 aus den 5 Gemeinden Bretteville, Digosville, La Glacerie, Le Mesnil-au-Val und Tourlaville. Sein Zuschnitt entsprach einer Fläche von 64,28 km².

## Veränderungen im Gemeindebestand seit der landesweiten Neuordnung der Kantone
2016: Fusion Cherbourg-Octeville (Kanton Cherbourg-Octeville-1,2,3), Équeurdreville-Hainneville (Kanton Équeurdreville-Hainneville), La Glacerie (Kanton Cherbourg-Octeville-2), Querqueville (Kanton La Hague) und Tourlaville → Cherbourg-en-Cotentin